# Meiacanthus
Meiacanthus — рід морських собачок, поширений у західній Пацифіці та Індійському океані. Багато які з представників роду є відомими об'єктами акваріумістики. Назва роду, Meiacanthus, характеризує його представників як таких, що мають шипи в спинному плавці.

## Види
- Meiacanthus abditus (Smith-Vaniz, 1987)
- Meiacanthus anema (Bleeker, 1852)
- Meiacanthus atrodorsalis (Günther, 1877)
- Meiacanthus bundoon (Smith-Vaniz, 1976)
- Meiacanthus crinitus (Smith-Vaniz, 1987)
- Meiacanthus ditrema (Smith-Vaniz, 1976)
- Meiacanthus fraseri (Smith-Vaniz, 1976)
- Meiacanthus geminatus (Smith-Vaniz, 1976)
- Meiacanthus grammistes (Valenciennes, 1836)
- Meiacanthus kamoharai (Tomiyama, 1956)
- Meiacanthus limbatus (Smith-Vaniz, 1987)
- Meiacanthus lineatus (De Vis, 1884)
- Meiacanthus luteus (Smith-Vaniz, 1987)
- Meiacanthus mossambicus (Smith, 1959)
- Meiacanthus naevius (Smith-Vaniz, 1987)
- Meiacanthus nigrolineatus (Smith-Vaniz, 1969)
- Meiacanthus oualanensis (Günther, 1880)
- Meiacanthus phaeus (Smith-Vaniz, 1976)
- Meiacanthus procne (Smith-Vaniz, 1976)
- Meiacanthus reticulatus (Smith-Vaniz, 1976)
- Meiacanthus smithi (Klausewitz, 1962)
- Meiacanthus tongaensis (Smith-Vaniz, 1987
- Meiacanthus urostigma (Smith-Vaniz, Satapoomin & Allen, 2001)
- Meiacanthus vicinus (Smith-Vaniz, 1987)
- Meiacanthus vittatus (Smith-Vaniz, 1976)